# Eclipse lunar de noviembre de 2021
| Eclipse parcial de luna 19 de noviembre de 2021                            | Eclipse parcial de luna 19 de noviembre de 2021 |
| -------------------------------------------------------------------------- | ----------------------------------------------- |
| Previo                                                                     | Eclipse \| Eclipse total \| Saros               |
| Posterior                                                                  | Eclipse \| Eclipse total \| Saros               |
| Eclipse lunar, Starkville, Misisipi, 9:03 UTC                              |                                                 |
| La Luna pasando de derecha a izquierda a través de la sombra de la Tierra. |                                                 |
| Gamma                                                                      | -0.4552                                         |
| Magnitud                                                                   | 0.9742                                          |
| Saros                                                                      | 126 (45 de 70)                                  |
| Duración (h:min:s)                                                         |                                                 |
| Parcial                                                                    | 03:28:23                                        |
| Penumbra                                                                   | 19:12:20                                        |
| Contactos                                                                  |                                                 |
| P1                                                                         | 06:02:09 UTC                                    |
| U1                                                                         | 07:18:41 UTC                                    |
| Máximo                                                                     | 09:04:05 UTC                                    |
| U4                                                                         | 10:47:04 UTC                                    |
| P4                                                                         | 12:03:38 UTC                                    |

Un eclipse lunar parcial ocurrió el 19 de noviembre del 2021, siendo el segundo de los dos eclipses lunares de ese año. El anterior ocurrió el 26 de mayo del 2021. Forma parte de la serie de saros 126. El eclipse se produjo hacia una microluna y es el más largo de todo el siglo. Este fue el eclipse lunar parcial más largo desde 1440, y el más largo hasta 2669; sin embargo, muchos eclipses, incluido el próximo eclipse lunar de noviembre de 2022, tendrán un período más largo de contacto umbral de cerca de 3 horas y 40 minutos. Cualquier eclipse total incluye un período de más del 97% de parcialidad como el punto máximo de eclipse de este. A diferencia de un eclipse solar total, los observadores no buscaron una duración prolongada. El siguiente eclipse total ocurrió el 16 de mayo de 2022.

## Visualización
En el norte y oeste de Europa y las partes más occidentales de África, las primeras fases del eclipse fueron visibles, ya que la luna se puso por debajo del horizonte en la mañana del viernes 19 de noviembre de 2021. La mayor extensión del eclipse lunar fue visible en el norte y el sur de América después de la medianoche del viernes, y el evento comenzará en las últimas horas del jueves por la noche en partes de Alaska y Hawái. La totalidad del eclipse, de un lado a otro de la sombra de la Tierra, ocurrió con la luna visible sobre el horizonte en casi toda América del Norte.
En el hemisferio oriental, cuando la luna parcialmente eclipsada comienza a salir al anochecer, el eclipse se hizo visible a través del Océano Pacífico, Australia y gran parte de Asia. En lugares en latitudes extremas del norte y áreas en el norte y este de Rusia, como Kamchatka, la luna ya era visible cuando comenzó el eclipse el viernes (y el eclipse terminó cerca del sábado a la medianoche). Hubo poca o ninguna visibilidad en la mayor parte de África, Europa oriental y partes occidentales o meridionales de Asia, incluido el Medio Oriente y gran parte del subcontinente indio.

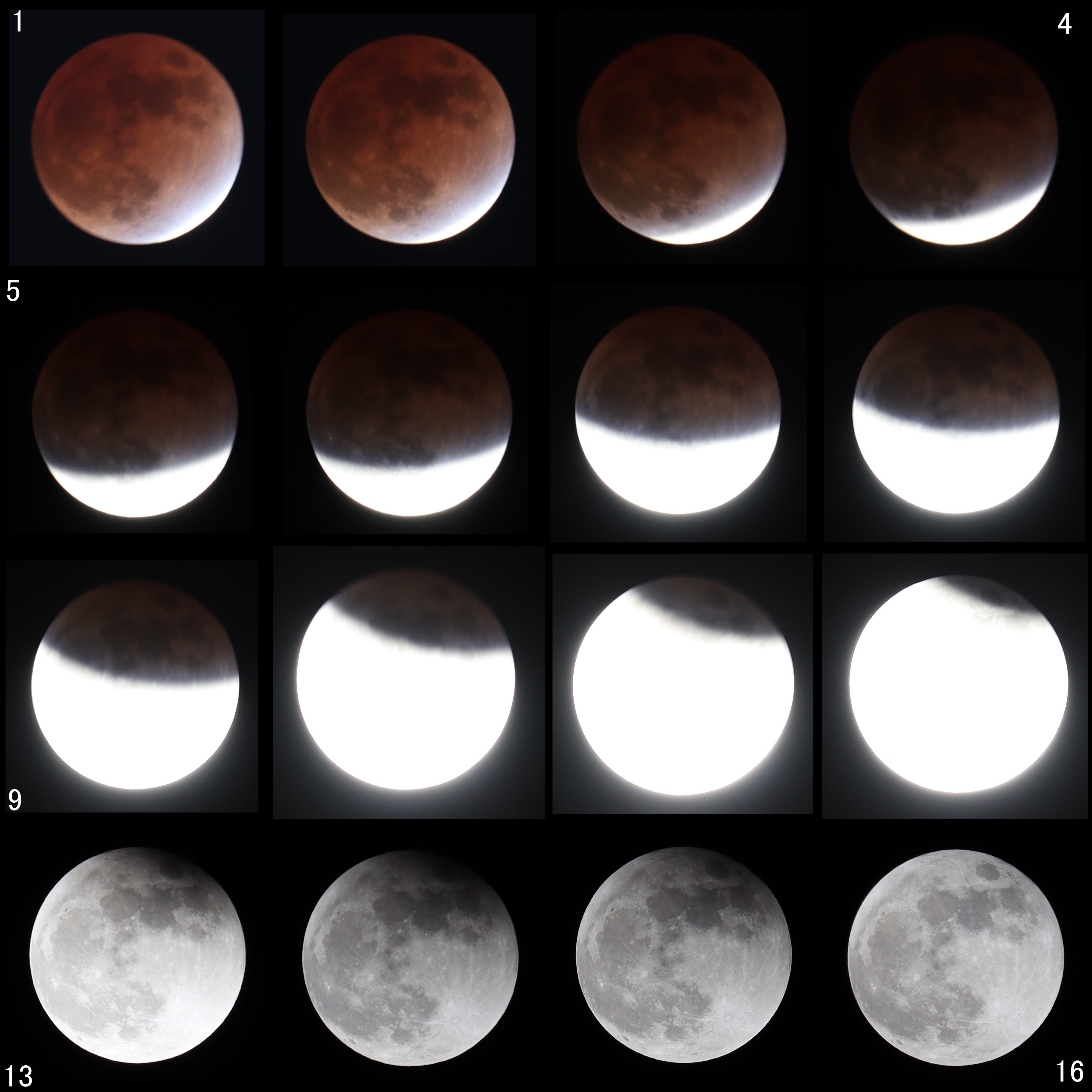
Fases del eclipse lunar de 9:02 a 11:25 UTC en la Prefectura de Aichi, Japón.

### Mapa
El siguiente mapa muestra las regiones desde las cuales fueron posibles de ver el eclipse. En gris, las zonas que no observaron el eclipse; en blanco, las que sí lo vieron; y en celeste, las regiones que pudieron ver el eclipse durante la salida o puesta de la Luna.

### Perspectiva de la Luna
Esta simulación muestra la perspectiva desde la Luna al momento máximo del eclipse. El fenómeno fue visible sobre Norteamérica, Sudamérica, Océano Pacífico, y partes de Oceanía, Asia.

## Galería

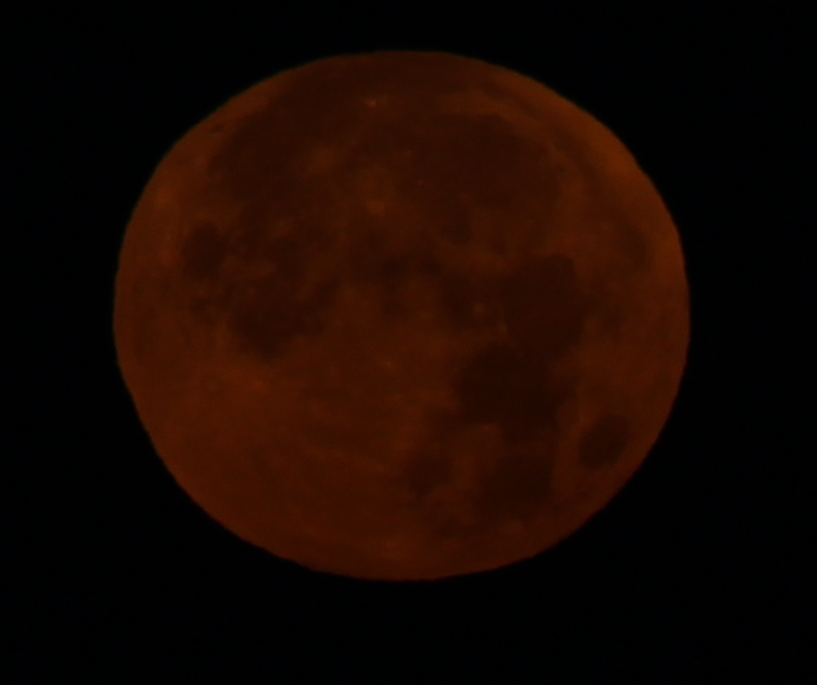
Baden-Württemberg, Alemania, 06:25 UTC
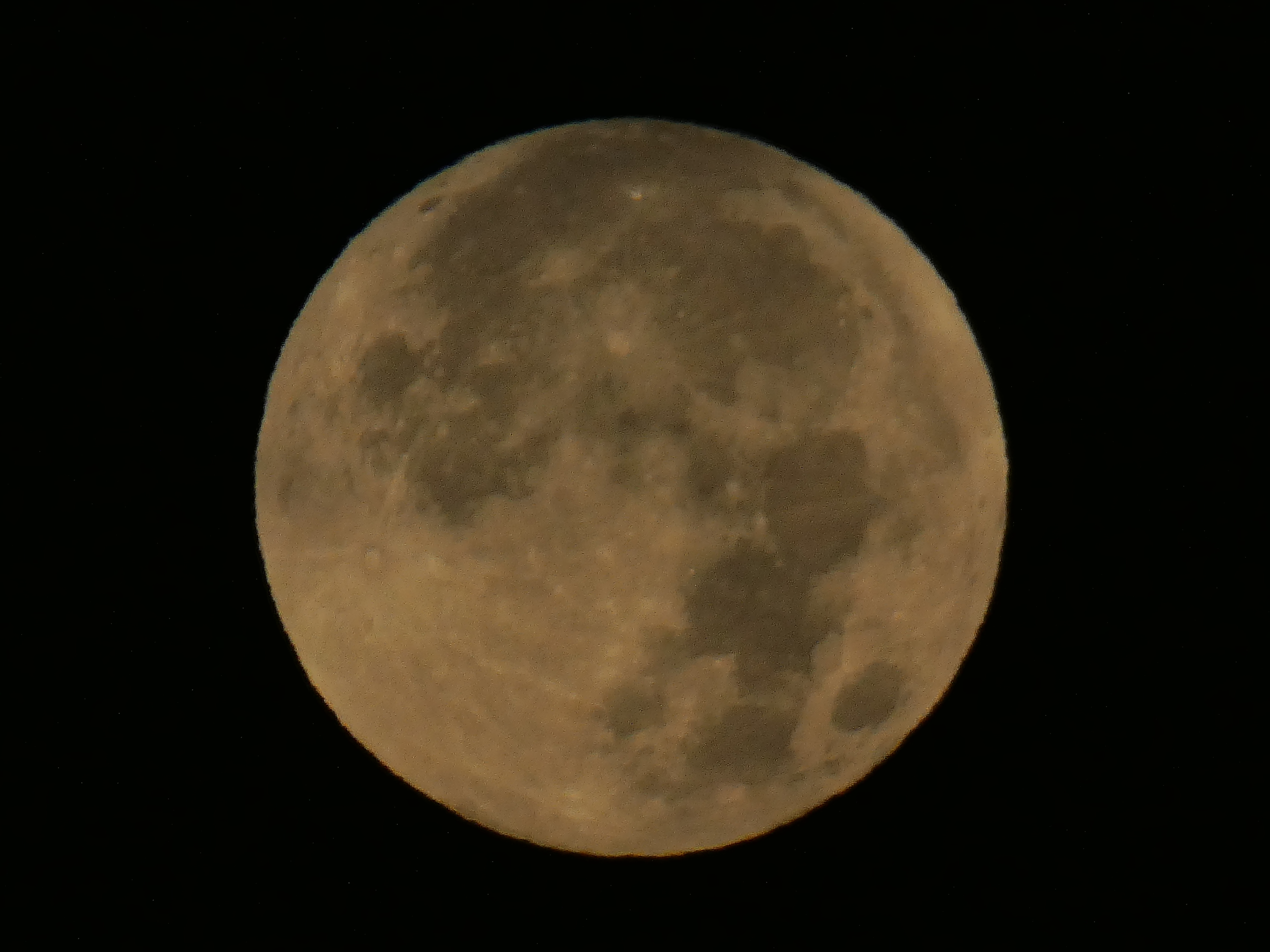
Madrid, España, 06:29 UTC
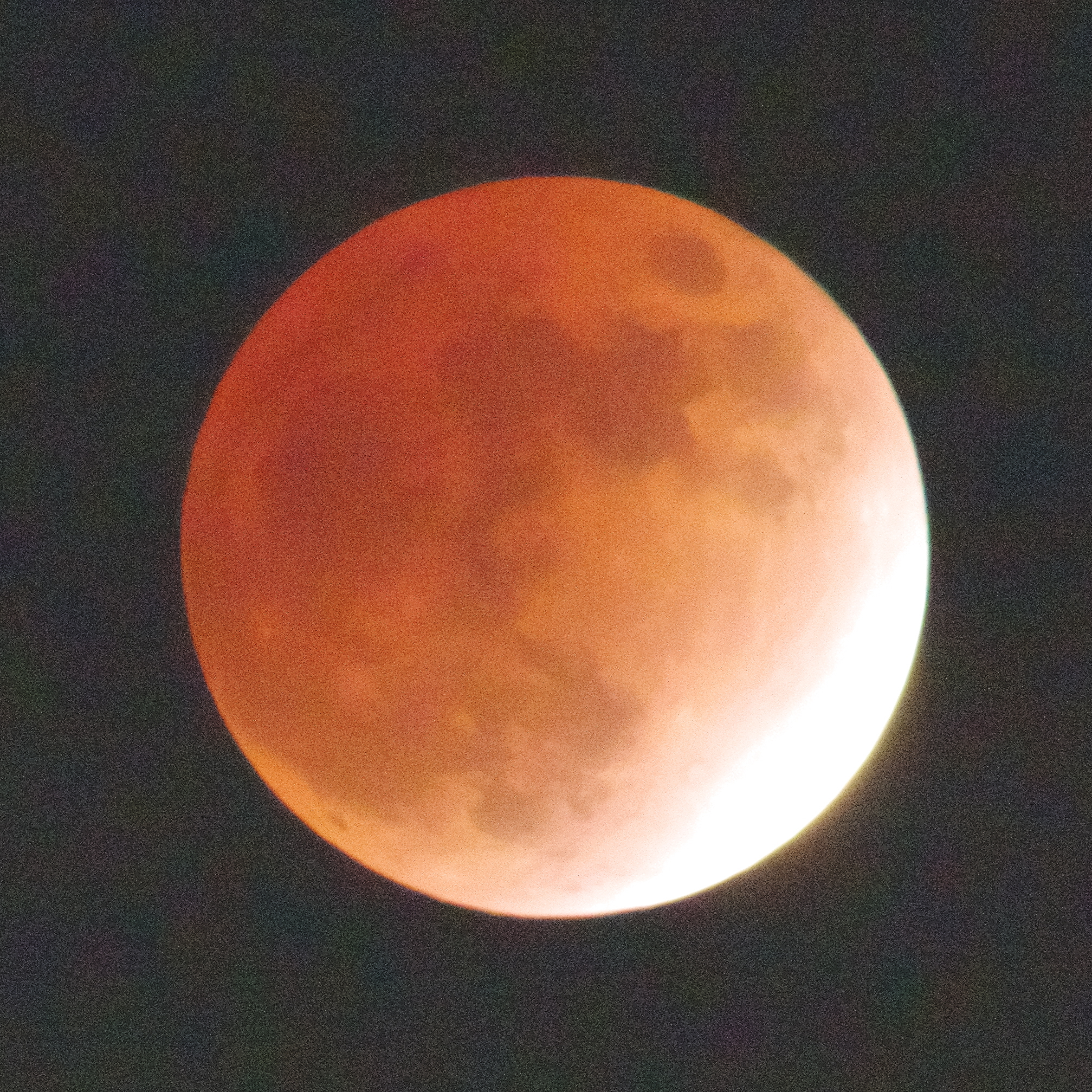
Nara, Japón, 08:51 UTC
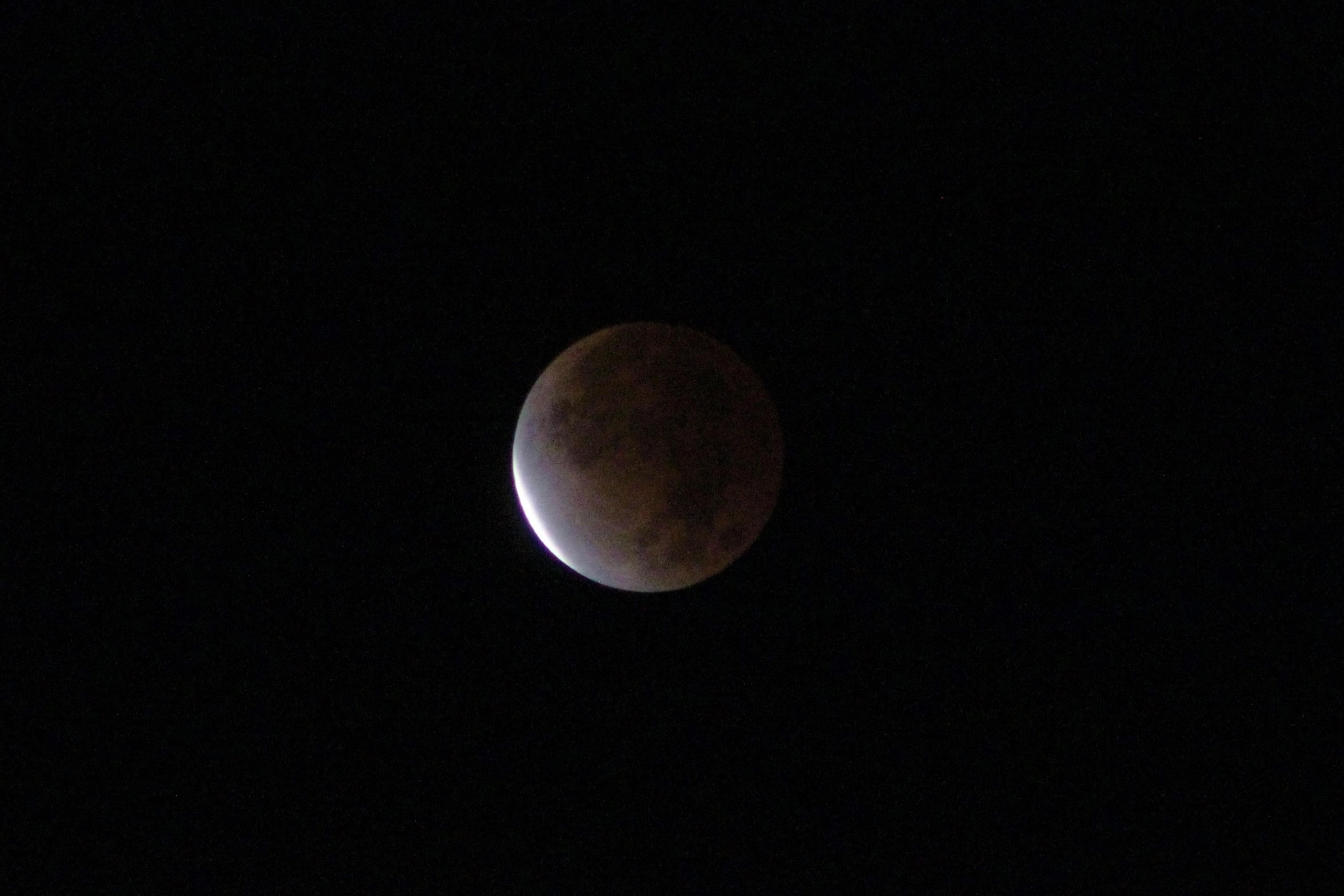
Toronto, Ontario, 08:53 UTC
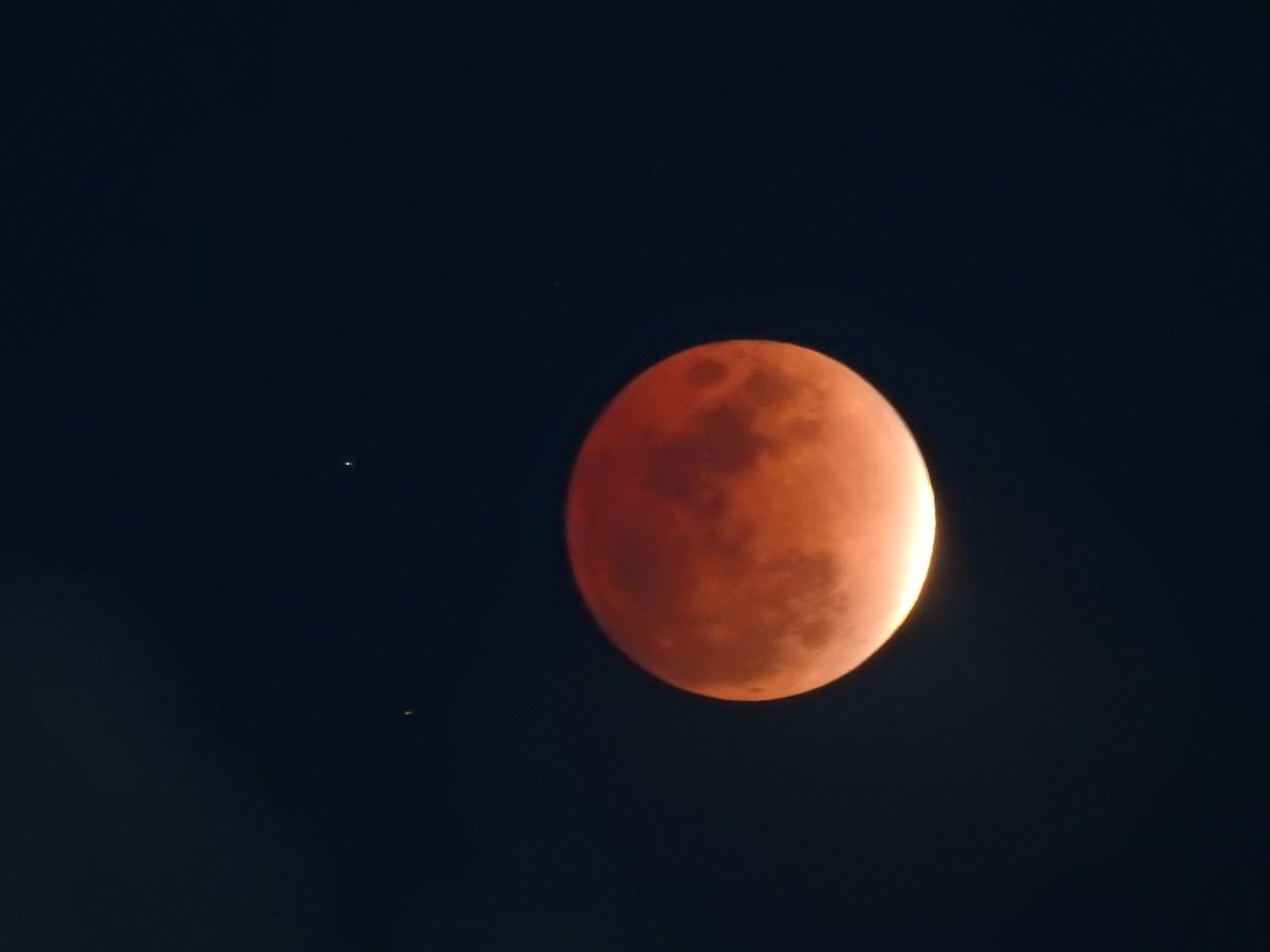
Jayapura, Indonesia, 09:04 UTC
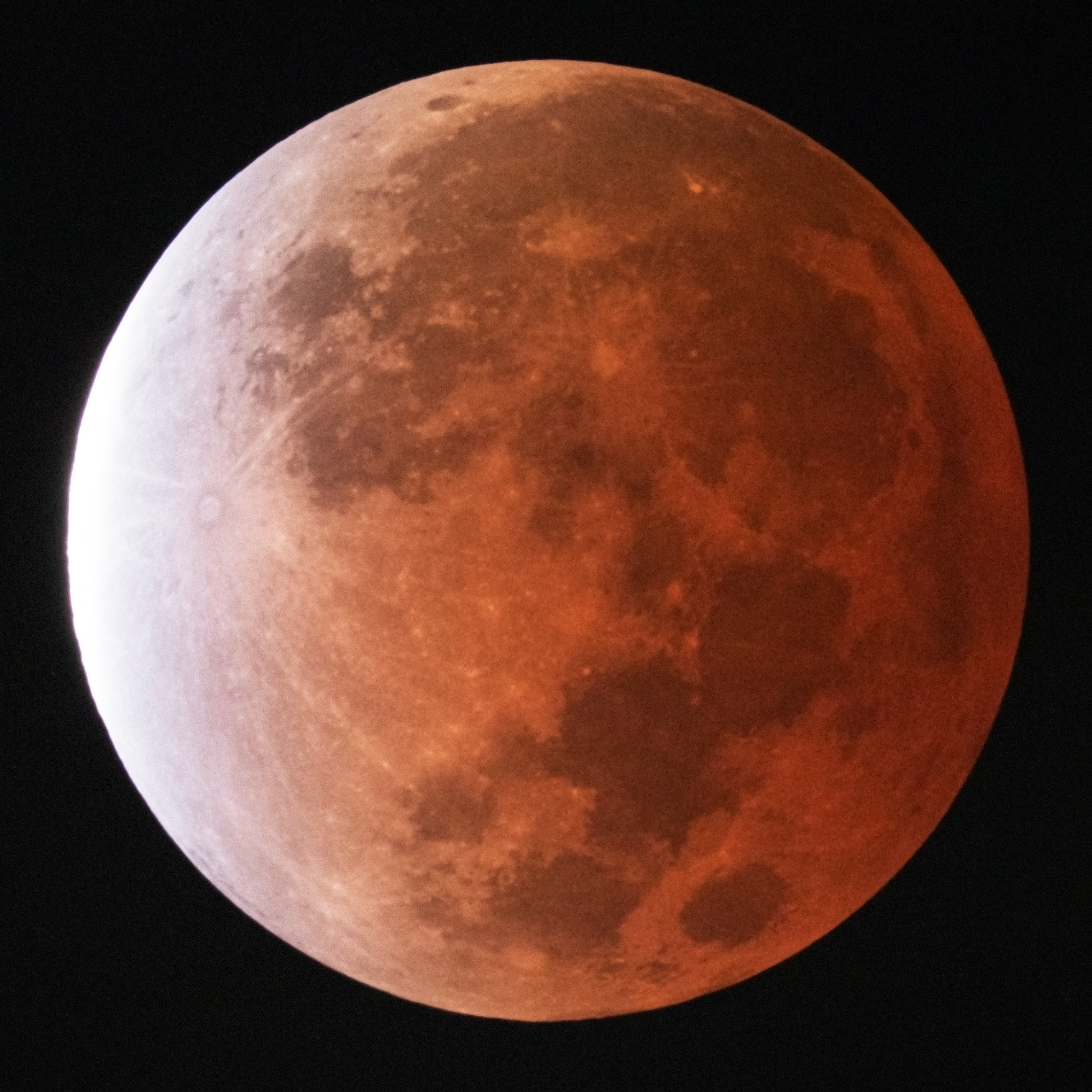
Ciudad de México, México, 09:08 UTC
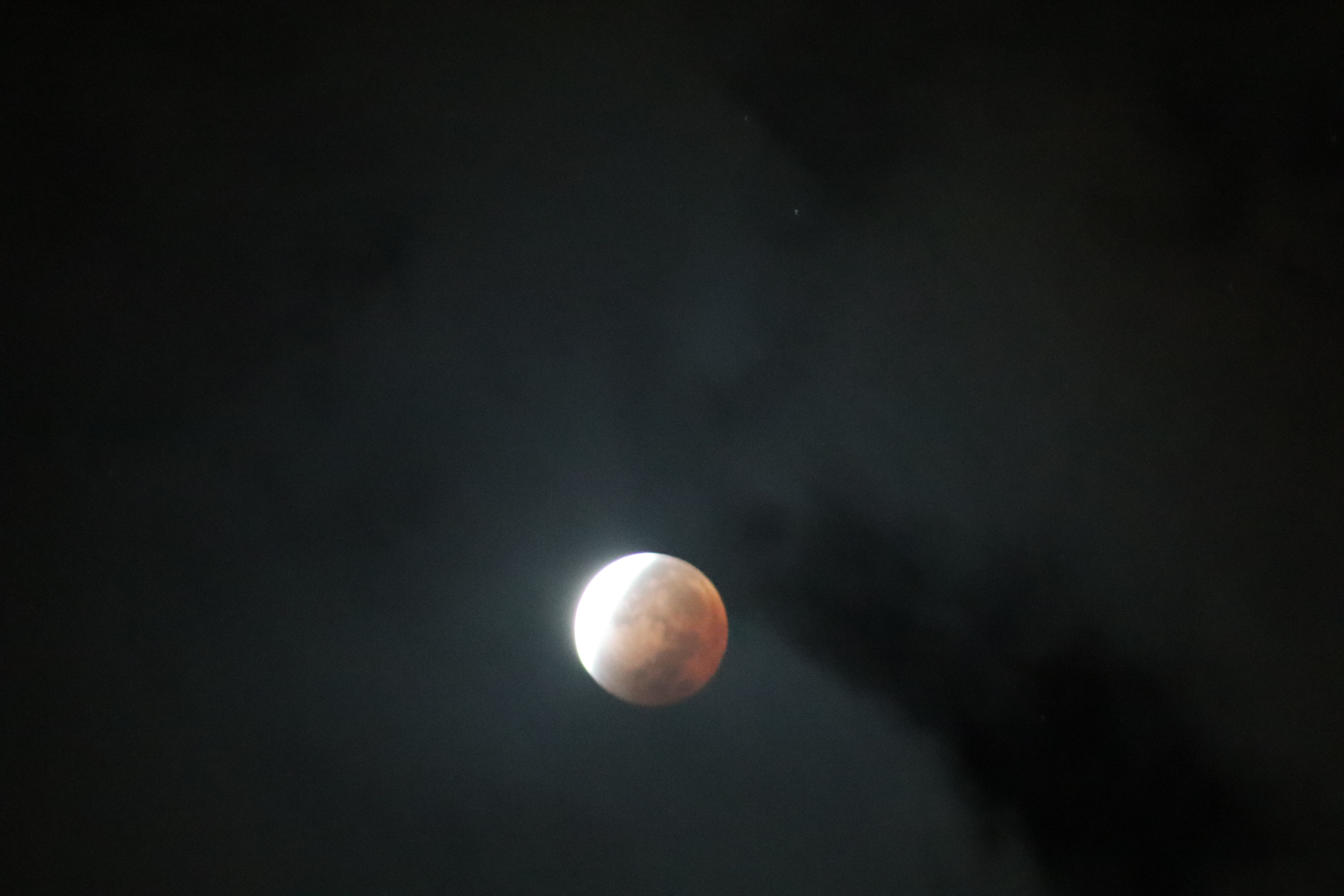
Dayton, Ohio, 09:25 UTC
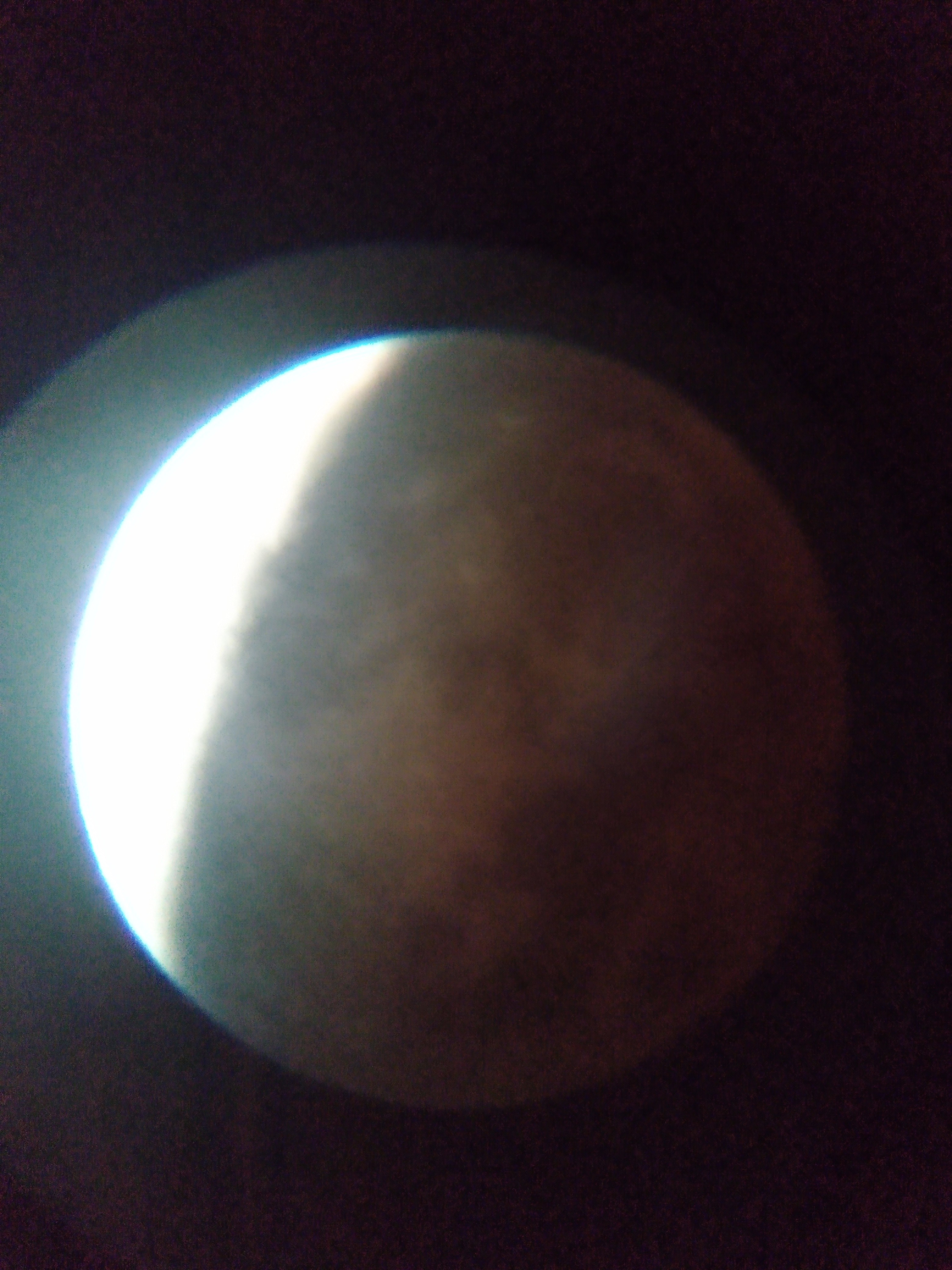
Mexicali, México, 09:38 UTC
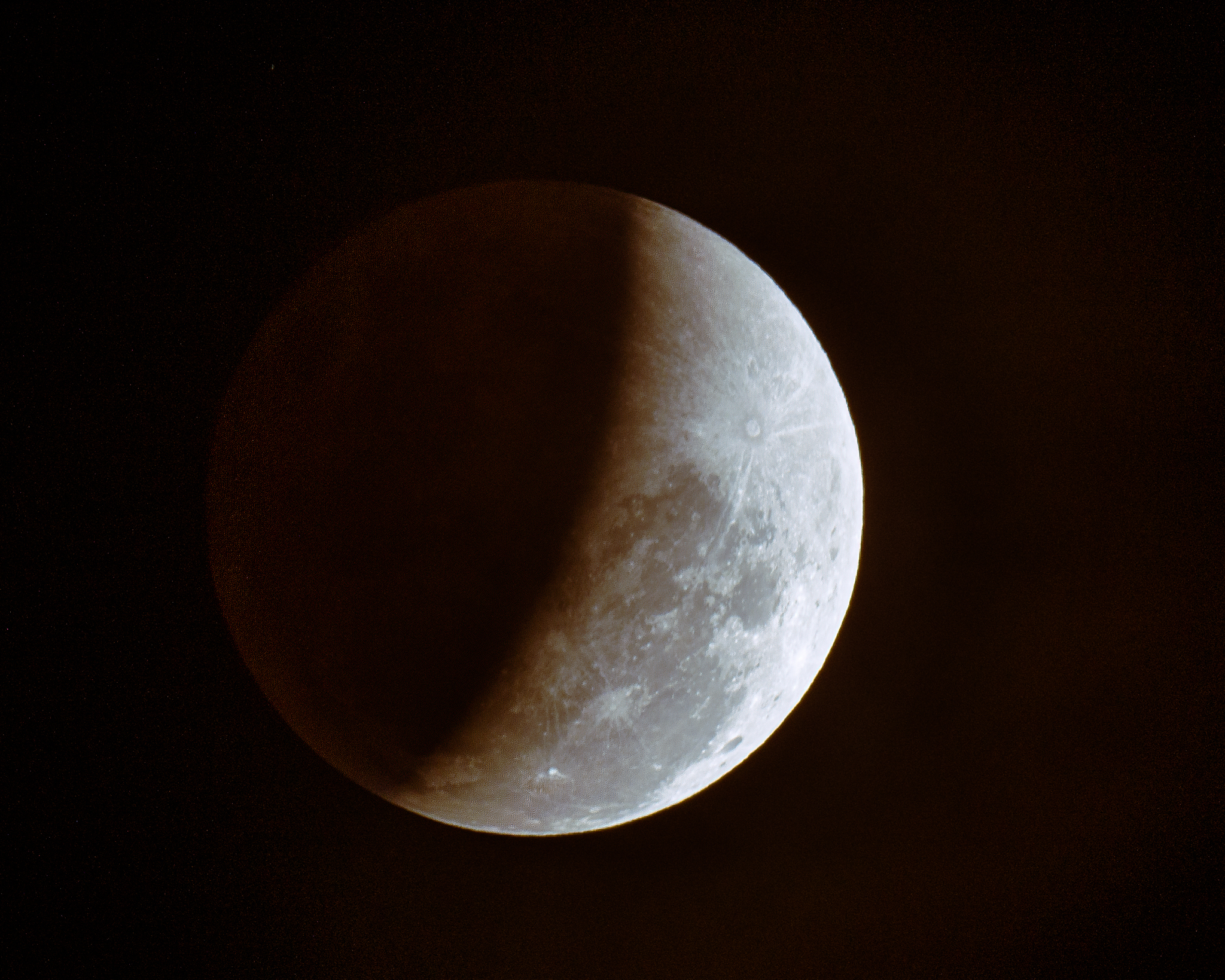
Brisbane, Australia, 10:05 UTC

## Eclipses relacionados

### Serie del año lunar
| Conjuntos de series de eclipses lunares de 2020 a 2023 | Conjuntos de series de eclipses lunares de 2020 a 2023 | Conjuntos de series de eclipses lunares de 2020 a 2023 | Conjuntos de series de eclipses lunares de 2020 a 2023 | Conjuntos de series de eclipses lunares de 2020 a 2023 | Conjuntos de series de eclipses lunares de 2020 a 2023 | Conjuntos de series de eclipses lunares de 2020 a 2023 | Conjuntos de series de eclipses lunares de 2020 a 2023 | Conjuntos de series de eclipses lunares de 2020 a 2023 |
| ------------------------------------------------------ | ------------------------------------------------------ | ------------------------------------------------------ | ------------------------------------------------------ | ------------------------------------------------------ | ------------------------------------------------------ | ------------------------------------------------------ | ------------------------------------------------------ | ------------------------------------------------------ |
| Nodo descendente                                       | Nodo descendente                                       | Nodo descendente                                       | Nodo descendente                                       |                                                        | Nodo ascendente                                        | Nodo ascendente                                        | Nodo ascendente                                        | Nodo ascendente                                        |
| Saros                                                  | Fecha                                                  | Tipo                                                   | Gamma                                                  | Saros                                                  | Fecha                                                  | Tipo                                                   | Gamma                                                  |                                                        |
| 111                                                    | 5 de junio de 2020                                     | Penumbral                                              | 1.24063                                                | 116                                                    | 30 de noviembre de 2020                                | Penumbral                                              | -1.13094                                               |                                                        |
| 121                                                    | 26 de mayo de 2021                                     | Total                                                  | 0.47741                                                | 126                                                    | 19 de noviembre de 2021                                | Parcial                                                | -0.45525                                               |                                                        |
| 131                                                    | 16 de mayo de 2022                                     | Total                                                  | -0.25324                                               | 136                                                    | 8 de noviembre de 2022                                 | Total                                                  | 0.25703                                                |                                                        |
| 141                                                    | 5 de mayo de 2023                                      | Penumbral                                              | -1.03495                                               | 146                                                    | 28 de octubre de 2023                                  | Parcial                                                | 0.94716                                                |                                                        |
|                                                        |                                                        |                                                        |                                                        |                                                        |                                                        |                                                        |                                                        |                                                        |
| Último conjunto                                        | 5 de julio de 2020                                     | 5 de julio de 2020                                     | 5 de julio de 2020                                     | Último conjunto                                        | Eclipse lunar de enero de 2020                         | Eclipse lunar de enero de 2020                         | Eclipse lunar de enero de 2020                         |                                                        |
|                                                        |                                                        |                                                        |                                                        |                                                        |                                                        |                                                        |                                                        |                                                        |
| Siguiente conjunto                                     | 25 de marzo de 2024                                    | 25 de marzo de 2024                                    | 25 de marzo de 2024                                    | Siguiente conjunto                                     | 18 de septiembre de 2024                               | 18 de septiembre de 2024                               | 18 de septiembre de 2024                               |                                                        |